# Beendo Z
Beendo Z, de son vrai nom Jordy Mbvoumin, né le 17 mars 1998 à Dunkerque, est un rappeur et ancien footballeur français.

## Biographie

### Jeunesse et débuts
Jordy Mbvoumin naît le 17 mars 1998 à Dunkerque, français d'origine camerounaise, il commence sa carrière dans le football, en jouant pour des clubs tels que l'Entente Sannois Saint-Gratien, évoluant jusqu'au niveau National 3. Cependant, sa transition vers la musique s'est produite après avoir connu des obstacles dans sa carrière sportive, marquée par des essais infructueux et la difficulté de trouver un club. À son retour à Paris, il s'est plongé dans le rap, se lançant ainsi dans une carrière musicale qui a rapidement gagné en popularité.

### Carrière musicale

#### Premier albumL'ÉluetPas Bête(2022)
Beendo Z a rapidement attiré l'attention avec son titre projet L'Élu sorti au milieu de l'année 2022. Il a été propulsé grâce à son titre Pas Bête clippé en Guadeloupe, qui a fait l'objet d'une tendance sur le réseau social TikTok, ce qui lui a permis de décrocher son premier single certifié disque de diamant,. Son utilisation des codes de la drill et son écriture distinctive ont contribué à son ascension dans le paysage musical français. La transition fluide entre ses expériences de footballeur et de rappeur a également marqué sa singularité dans le monde du divertissement.
Il est affilié au label Guette Music, avec comme producteur, Feuneu. Cette collaboration joue un rôle crucial dans le développement de sa carrière musicale.

#### Nature Morte,De la fontaineetPropa(2023-2025)
En février 2023, il sort le clip Nature Morte en collaboration et sur la chaîne de Raska.
En novembre 2023 sort son album De la fontaine sur lequel figure des artistes comme Mig, Zed, Leto, Bianca Costa et H.La Drogue.
Le 21 février 2025, il sort son EP, Propa, composé de 8 titres et des collaborations avec La Fève, Genezio et KLM,.

### Carrière footballistique
Né dans une famille liée au football, avec un père footballeur professionnel et une mère licenciée en club, Beendo Z a développé un lien particulier avec le sport. Son amour pour le football se reflète dans son soutien affiché à l'Olympique Lyonnais et dans ses références à des joueurs tels que Kylian Mbappé.
Au-delà de sa carrière musicale, Beendo Z a établi des liens avec des personnalités du monde du sport, rencontrant notamment Kylian Mbappé et son père, Wilfrid Mbappé. Son implication dans des événements promotionnels avec des footballeurs professionnels tels que Thiago Silva et Kalidou Koulibaly témoigne de son enracinement dans la culture sportive.
Le 29 mars 2025, il rejoint l’équipe Wolf Pack FC d’Adil Rami pour la toute première édition de la Kings League France. Avec une note de 78 à la draft, il participe au tournoi diffusé du 6 avril au 7 mai.

## Discographie

### Singles
| Année | Titre                         | Meilleure position | Meilleure position | Meilleure position | Certifications            | Album          |
| Année | Titre                         | FR                 | WAL                | SUI                | Certifications            | Album          |
| ----- | ----------------------------- | ------------------ | ------------------ | ------------------ | ------------------------- | -------------- |
| 2020  | Pegi 18                       | —                  | —                  | —                  | —                         | —              |
| 2020  | Débrouillard pas bandit       | —                  | —                  | —                  | —                         | —              |
| 2021  | ᚠ. Inspiré de faits réels #1  | —                  | —                  | —                  | —                         | —              |
| 2021  | ᛉ. Inspiré de faits réels #2  | —                  | —                  | —                  | —                         | —              |
| 2021  | Miami                         | —                  | —                  | —                  | —                         | —              |
| 2021  | ᛃ. Inspiré de faits réels #3  | —                  | —                  | —                  | —                         | —              |
| 2022  | ᛋ . Inspiré de faits réels #4 | —                  | —                  | —                  | —                         | L'Élu          |
| 2022  | GTA #24                       | —                  | —                  | —                  | —                         | —              |
| 2022  | C'est comme le Soleil         | —                  | —                  | —                  | —                         | —              |
| 2022  | EDL 75                        | —                  | —                  | —                  | —                         | L'Élu          |
| 2022  | Booska Z                      | —                  | —                  | —                  | —                         | L'Élu          |
| 2022  | 17 Joints                     | —                  | —                  | —                  | —                         | L'Élu          |
| 2022  | L'Élu                         | —                  | —                  | —                  | —                         | L'Élu          |
| 2022  | Pas Bête                      | 23                 | —                  | —                  | - France (SNEP) : Diamant | L'Élu          |
| 2022  | Signer pour 10k               | —                  | —                  | —                  | —                         | —              |
| 2022  | Titanic                       | —                  | —                  | —                  | —                         | —              |
| 2022  | RR                            | —                  | —                  | —                  | —                         | —              |
| 2023  | ᚩ. Inspiré de faits réels #5  | —                  | —                  | —                  | —                         | —              |
| 2023  | Nature Morte                  | —                  | —                  | —                  | —                         | —              |
| 2023  | Nouvelle ère                  | —                  | —                  | —                  | —                         | —              |
| 2023  | Banal                         | —                  | —                  | —                  | —                         | —              |
| 2023  | Mbappé                        | —                  | —                  | —                  | —                         | —              |
| 2023  | A86                           | —                  | —                  | —                  | —                         | —              |
| 2023  | Ne dis pas non                | —                  | —                  | —                  | —                         | —              |
| 2023  | ᚷ. Inspiré de faits réels #6  | 65                 | —                  | —                  | —                         | De la fontaine |
| 2023  | Différent                     | —                  | —                  | —                  | —                         | De la fontaine |
| 2024  | Carré VIP                     | —                  | —                  | —                  | —                         | —              |
| 2025  | Quitter la partie             | —                  | —                  | —                  | —                         | Propa          |

### Collaborations
2022 : 
- Wejdene - Calle
- Beendo Z X So La Lune - Titanic (sur l'album Le Soleil se lèvera à l'Ouest du média Raplume)

2023 : 
- Le Risque - Banal (sur l'album CPPR)
- SLK - A86 (sur l'album La Centrale)
- Gambino La MG - J'fais ça (sur l'album Après Gambinerie)
- Kaaris - Train de l'Enfer (sur le crossover Du Nord au Sud de la marque Foot Korner)

2024 : 
- Keuchei - Bac de nuit (sur l'album gang ou rien)
- Black M - Le sourire de Kanye (sur l'album La Légende Black II)
- Mola - Tout ça (sur l'album PSA)
- DJ Flash avec Beendo Z & Fresh - Vroum Vroum

2025 : 
- ChakibMusic - Tu Connais